# Brook, Waverley
Brook är en by i civil parish Witley i distriktet Waverley i grevskapet Surrey i England. Byn är belägen 18 km från Guildford. Byn hade 723 invånare år 2021.